# Спэш, Клайв
Клайв Лоуренс Спэш (англ. Clive Laurence Spash; род. 10 марта 1962, Рединг, Беркшир) — экономист, специалист по экологической экономике; профессор на кафедре государственной политики и управления в Венском университете экономики и бизнеса (2010); главный редактор журнала «Environmental Values», президент Европейского общества экологической экономики (ESEE, 2000—2006); преподаватель в Кембриджском университете и директор исследовательского института «Cambridge Research for the Environment» (1996—2001); научный руководитель австралийского CSIRO (2006—2009).

## Работы
- Spash, Clive L. Greenhouse economics : value and ethics. — London: Routledge, 2002. — xvi, 298 с. — ISBN 978-0-415-12718-9.
- Routledge handbook of ecological economics : nature and society / ed. Clive L. Spash. — Abingdon, Oxon, 2017. — xvii, 551 с. — ISBN 978-1-317-39509-6.
- Ecological economics : critical concepts in the environment / 4 volumes / ed. Clive L. Spash. — London: Routledge, 2009. — ISBN 978-0-415-43145-3.